# كارل لورينز
كارل لورينز (بالألمانية: Carl Lorenz) مواليد 27 نوفمبر 1913 في كيمنتس - الوفاة 25 نوفمبر 1993 في برلين، كان دراج ألماني. سبق أن شارك في دورة الألعاب الأولمبية الصيفية وفاز بميدالية أولمبية.

## الميداليات
| الميدالية | المسابقة                       |
| --------- | ------------------------------ |
| ذهبية     | الألعاب الأولمبية الصيفية 1936 |

## روابط خارجية
- كارل لورينز على موقع أرشيف الدراجات (الإنجليزية)
- كارل لورينز على موقع أوليمبيديا (الإنجليزية)